# Mirocice
Mirocice [pronunciación en polaco: /mirɔˈt͡ɕit͡sɛ/] es un pueblo en el distrito administrativo de Gmina Nowa Słupia, dentro del Distrito de Kielce, Voivodato de Świętokrzyskie, en el sur de Polonia. Se encuentra aproximadamente 4 kilómetros al noroeste de Nowa Słupia y 31 kilómetros al este de la capital regional, Kielce.
El pueblo tiene una población de 570 habitantes.